# 아르카디 보로비요프
아르카디 니키티치 보로비요프(러시아어: Аркадий Никитич Воробьёв, 1924년 10월 3일 ~ 2012년 12월 22일)는 소련의 역도 선수이자 작가이다. 그는 1952년, 1956년과 1960년 하계 올림픽에 참가하여 1개의 동메달과 2개의 금메달을 획득했다.
1956년과 1960년 사이에 16개의 공식 세계 기록을 세우고, 그 후 몇 년 동안 그는 국가 대표팀과 소련 역도 프로그램을 이끌었다. 1995년 국제 역도 연맹 명예의 전당에 헌액되었다.

## 인물 정보
탐보프주 모르도보의 한 마을에서 태어났다. 제2차 세계 대전 동안에 그는 소련 해군으로 흑해에서 복무했다. 전쟁이 끝난 후에 잠수부로서 지뢰를 제거했고, 오데사 항구 복원 공사장에서 일했다.
그는 후에 라이트헤비급과 미들헤비급 부문에 각각 5개의 세계 타이틀(1953~55, 1957, 1958)과 유럽 타이틀(1950, 1953~55, 1958)을 우승하였다.
1950년과 1960년 사이에 그는 26개의 세계 기록을 세웠고, 그 중 16개는 공식 기록이 되었다. 몇 년 동안 보로비오프는 소련 역도 대표팀의 주장이었고, 은퇴한 후 코치가 되었다.
보로비요프는 1957년에 의료 연구소를 졸업했다. 그는 1962년 박사 학위를 받았고 1970년에 모스크바 항공 우주 의학 연구소에서 역도 훈련 재활을 옹호했다. 1977년 이래 모스크바주 체육 연구소의 학장을 지내왔다. 자신의 과학적 경력에 보로비요프는 5권의 교과서와 역도에 2000장 이상의 과학적 문서들을 펴냈다. 그는 소련 역도 훈련 프로그램의 지도자이고, 훈련 진행에 컴퓨터들을 응용한 소련의 첫번째 과학자들 중의 하나였다.
그의 학생들은 러시아, 불가리아, 쿠바, 헝가리와 다른 나라들에서 온 최우수 코치와 스포츠맨들을 포함하였다. 88세의 나이로 모스크바에서 사망하였다.